# Sambalski jezici
Sambal jezici (sambalski jezici), skupina od osam centralnoluzonskih jezika koji se govore na otoku Luzon u Filipinima. Prema ranijoj klasifikaciji pripadali su široj sjevernofilipinskoj skupini ćiji su predstavnici danas uklopljeni u filipinske jezike. To su:
abenlen ayta [abp], 3,000 (2005 SIL) u provinciji Tarlac; ambala ayta [abc], 1,660 (1986 SIL) u provincijama Zambales i Bataan; bataan ayta [ayt], 500 (2000 S. Wurm) u provinciji Bataan; mag-anchi ayta [sgb], 8,200 (1992 SIL) centralni Luzon; mag-indi ayta [blx], 5,000 (1998 SIL), provincije Pampanga i Zambales; Bolinao [smk], 50,000 (1990) u provinciji Pangasinan; botolan sambal [sbl], 32,900 (2000 SIL) provincija Zambales; tinà sambal [xsb] 70,000 (2000 SIL) u provincijama Zambales i Pangasinan i na otoku Palawan.

## Vanjske poveznice
- Ethnologue (14th)  Arhivirana inačica izvorne stranice od 5. ožujka 2016. (Wayback Machine)